# Paradentalium angustistriatum
Paradentalium angustistriatum is een Scaphopodasoort uit de familie van de Dentaliidae. De wetenschappelijke naam van de soort is voor het eerst geldig gepubliceerd in 1979 door Chistikov.